# Marian Zaranek
Marian Zaranek (ur. 9 maja 1949 w Przyłękach, zm. 6 października 2023 w Bydgoszczy) – polski żużlowiec.

## Życiorys
Sport żużlowy uprawiał w latach 1968–1979, przez całą karierę reprezentując klub Polonia Bydgoszcz, w barwach którego zdobył dwa medale drużynowych mistrzostw Polski: złoty (1971) oraz srebrny (1972).
Trzykrotnie startował w finałach młodzieżowych indywidualnych mistrzostw Polski (1969 – XII miejsce, 1971 – VIII miejsce, 1972 – VI miejsce). W 1970 r. zajął XI miejsce w finale turnieju o „Srebrny Kask”. W 1977 r. wystąpił w finale mistrzostw Polski par klubowych, zajmując wspólnie z Andrzejem Koselskim V miejsce.